# Grey Peaks National Park
Grey Peaks National Park är en park i Australien. Den ligger i delstaten Queensland, omkring 1 400 kilometer nordväst om delstatshuvudstaden Brisbane. Arean är 10,8 kvadratkilometer.
Runt Grey Peaks National Park är det mycket glesbefolkat, med 6 invånare per kvadratkilometer.. Närmaste större samhälle är Cairns, omkring 15 kilometer nordväst om Grey Peaks National Park.
I omgivningarna runt Grey Peaks National Park växer i huvudsak städsegrön lövskog. Genomsnittlig årsnederbörd är 2 169 millimeter. Den regnigaste månaden är mars, med i genomsnitt 496 mm nederbörd, och den torraste är oktober, med 36 mm nederbörd.